# Itaya amicorum
Itaya amicorum ist die einzige Art der Pflanzengattung Itaya innerhalb der Familie Palmengewächse (Araceae). Sie ist auf ein kleines Areal in Amazonien beschränkt. 

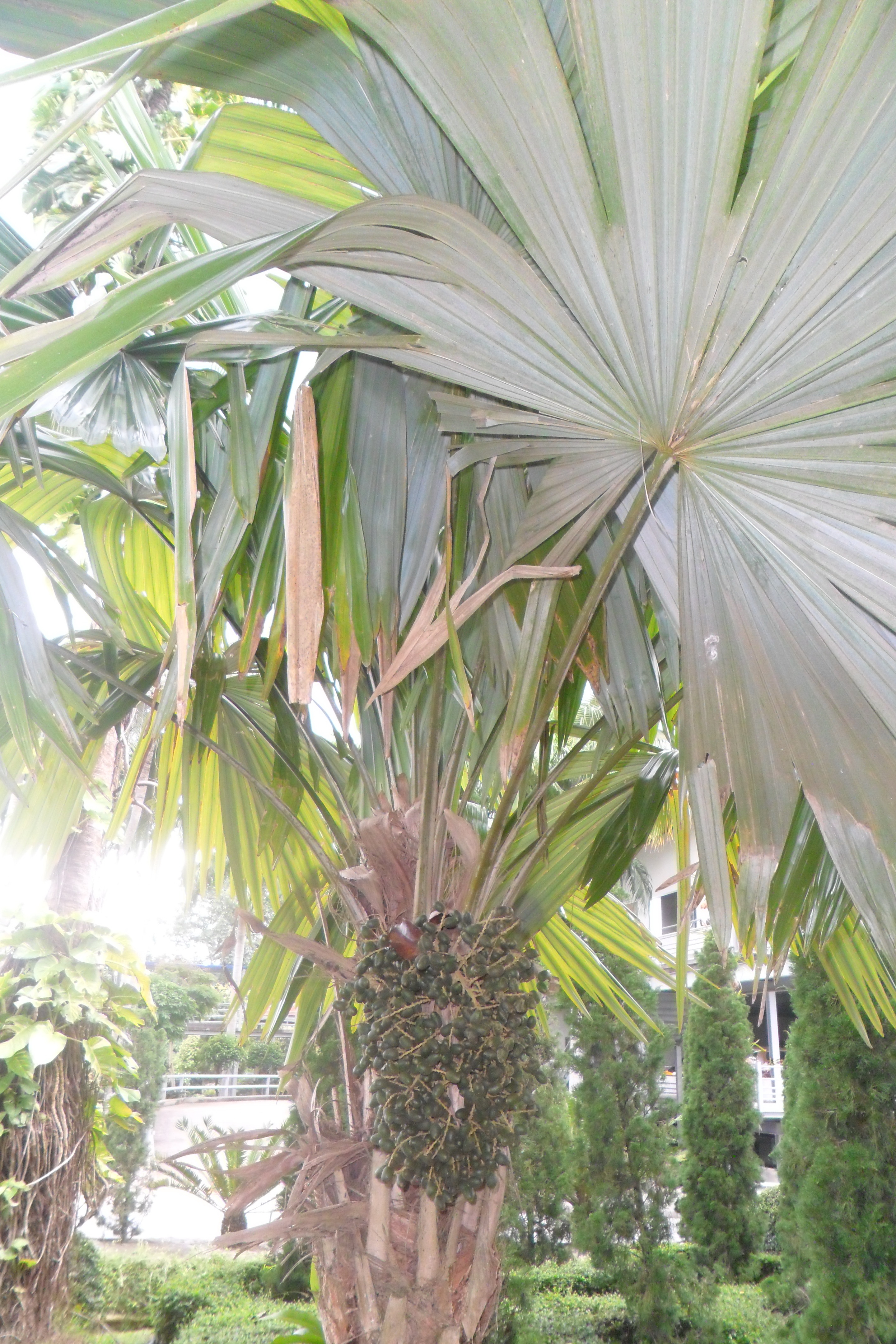
Itaya amicorum mit Früchten

## Beschreibung

### Vegetative Merkmale
Itaya amicorum ist eine einstämmige, unbewehrte Fächerpalme. Der Stamm ist glatt. Die Laubblätter sind fächerförmig (palmat), und induplicat gefaltet(v-förmig). Die Blattscheide ist kurz, faserig und gegenüber dem Blattstiel aufgerissen. Auf Blattober- und -unterseite ist eine Hastula vorhanden. Die Blattspreite liegt in einer Ebene, sie ist dünn, kreisförmig und in der Mitte zu etwa drei Viertel des Radius eingeschnitten. Die so entstehenden beiden Blatthälften sind ihrerseits in vier bis sieben längliche, keilförmige, vier- bis siebenfach gefaltete Segmente zerteilt. 

### Generative Merkmale
Itaya amicorum mehrmals blühend. Der Blütenstand steht zwischen den Blättern, ist lange, gebogen und bis zu dreifach verzweigt. Alle Blüten sind zwittrig, eine stielartige Basis fehlt ihnen. Das Perianth ist zweiteilig. Die Anzahl der Staubblätter beträgt 18 bis 24 pro Blüte. Der Fruchtknoten besteht aus einem Fruchtblatt.
Die Frucht ist länglich-eiförmig oder annähernd kugelig. Das Exokarp sehr klein körnig-geraut und besitzt kleine Perforationen. Das Mesokarp ist dick, weiß, trocken und besitzt anastomosierende Fasern und eine außen liegende Schicht von Steinzellen. Ein Endokarp ist nicht ausdifferenziert. 
Die Chromosomenzahl beträgt 2n = 36.

## Vorkommen
Itaya amicorum kommt im westlichen Amazonasbecken der Staaten Kolumbien, Ecuador, Peru und Brasilien vor, wo sie im Tiefland-Regenwald wächst.

## Systematik
Die Erstbeschreibung der Art Itaya amicorum erfolgte 1972 durch Harold Emery Moore in Principes, Band 16, S. 87 und dabei wurde auch die Gattung Itaya H.E.Moore aufgestellt.
Itaya amicorum ist die einzige Art der Gattung Itaya. Der Gattungsname Itaya geht auf den Fluss Itaya, einen Seitenarm des Amazonas, zurück; in dessen Nähe waren die ersten Exemplare der Art gefunden worden. Die Gattung Itaya gehört zur Tribus Cryosophileae in die Unterfamilie Coryphoideae innerhalb der Familie Arecaceae gestellt. Sie dürfte am engsten mit Chelyocarpus und Cryosophila verwandt sein.

## Belege
- John Dransfield, Natalie W. Uhl, Conny B. Asmussen, William J. Baker, Madeline M. Harley, Carl E. Lewis: Genera Palmarum. The Evolution and Classification of Palms. Zweite Auflage, Royal Botanic Gardens, Kew 2008, ISBN 978-1-84246-182-2, S. 239ff.